# ジャック (チャクマヒヒ)

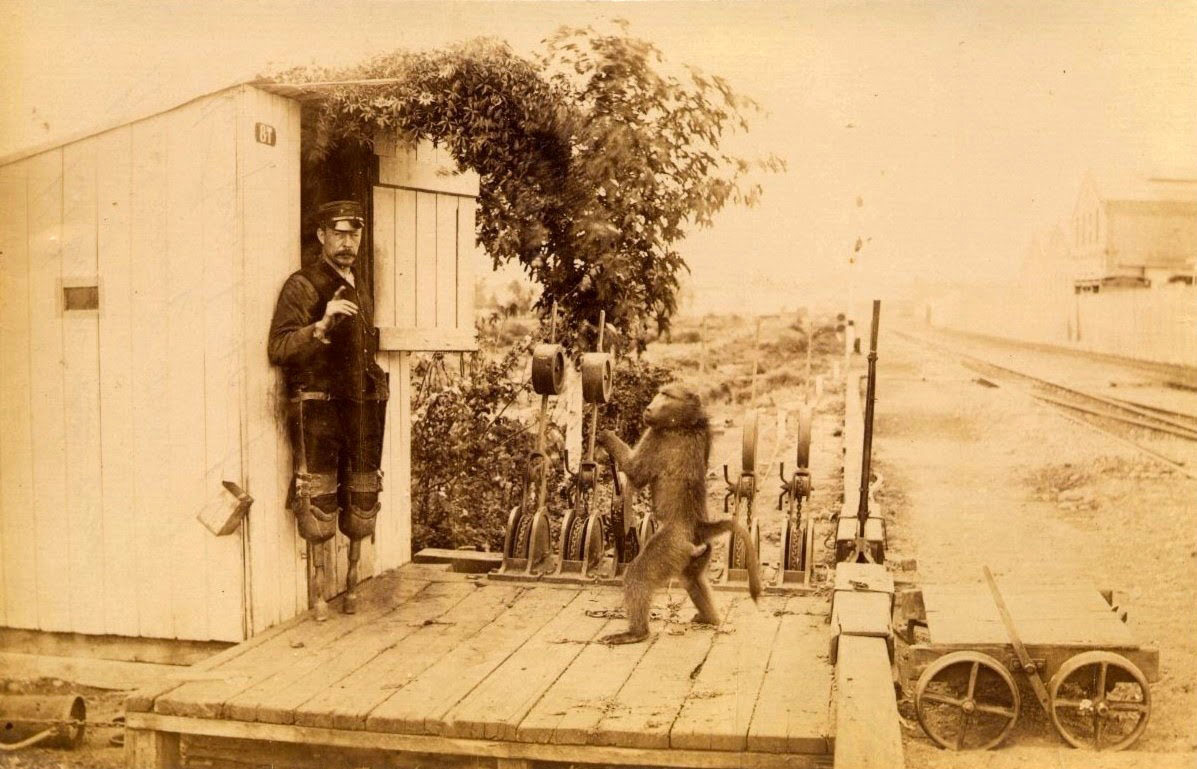
ジェイムズ・ワイルドとジャック

ジャック（英語: Jack、生年月日不詳 - 1890年）は、南アフリカポートエリザベスのヴィテンヘイズ駅で、9年間鉄道の信号手を務めたチャクマヒヒのことである。歴史上、信号手を務めた唯一のヒヒとして有名である。

## 生涯
ジャックが信号手となったのは、ジェイムズ・エドウィン・ワイルド（James Edwin Wide ）という、ヴィテンヘイズの駅員と出会ってからのことである。ワイルドはあるとき、誤って線路に滑り落ちて電車に轢かれ、両足を失った。ワイルドは駅の警備員であったが、このことによって信号手の仕事に就く。ある日、ワイルドは市場で、ワゴンを押して働く若いヒヒ（ジャック）に出会う。この賢い動物は自分を助けてくれるだろう、と考えたワイルドは、飼い主からジャックを買い取った。
ワイルドの予想通り、ジャックは非常に賢いヒヒであった。水を汲む、小屋を掃除するなどの雑用をすぐに覚え、走行中の電車に鍵を渡すことも覚えた。さらに、ワイルドを待機場所の小屋から信号操作室まで車椅子で運ぶことまで覚えたのである。ジャックはだんだん賢くなり、信号機をレバーで動かせるまでになった。最初はワイルドの指示に従って信号機を動かしていたが、自分で動かすこともできるようになったのである。ワイルドは、ジャックの働きによって、ほとんど自分で動かなくても済むことになった。
これらのことが認められたジャックは、正式な鉄道員になった。給料として一日2￠と、土曜日にビールを半分与えられた。
1890年に、ジャックは結核に感染し死亡した。ワイルドは、良き友を失ったことを深く悲しんだ。ジャックは信号操作室の脇に葬られたという。現在、ジャックの頭はオールバニー博物館に展示されている。
なお、南アフリカには、ジャックの他にも信号手として働いたサルがいた。「ジョック」という名で、プレトリアの近くで働いていたという。